# Главен прокурор
Главен прокурор; може да се отнася за висш държавен юридически служител (прокурор) в съдебната система на някои страни:
- главен прокурор на Бразилия
- главен прокурор на България
- главен прокурор (Украйна)